# Fanny-Blankers-Koen-Stadion
Das Fanny-Blankers-Koen-Stadion ist ein internationales Mehrzweckstadion in Hengelo (Niederlande). Es war 1948 als Veldwijk Stadion fertiggestellt worden. Seit dem 2. Mai 1982 ist es nach der niederländischen Rekordläuferin Fanny Blankers-Koen benannt.

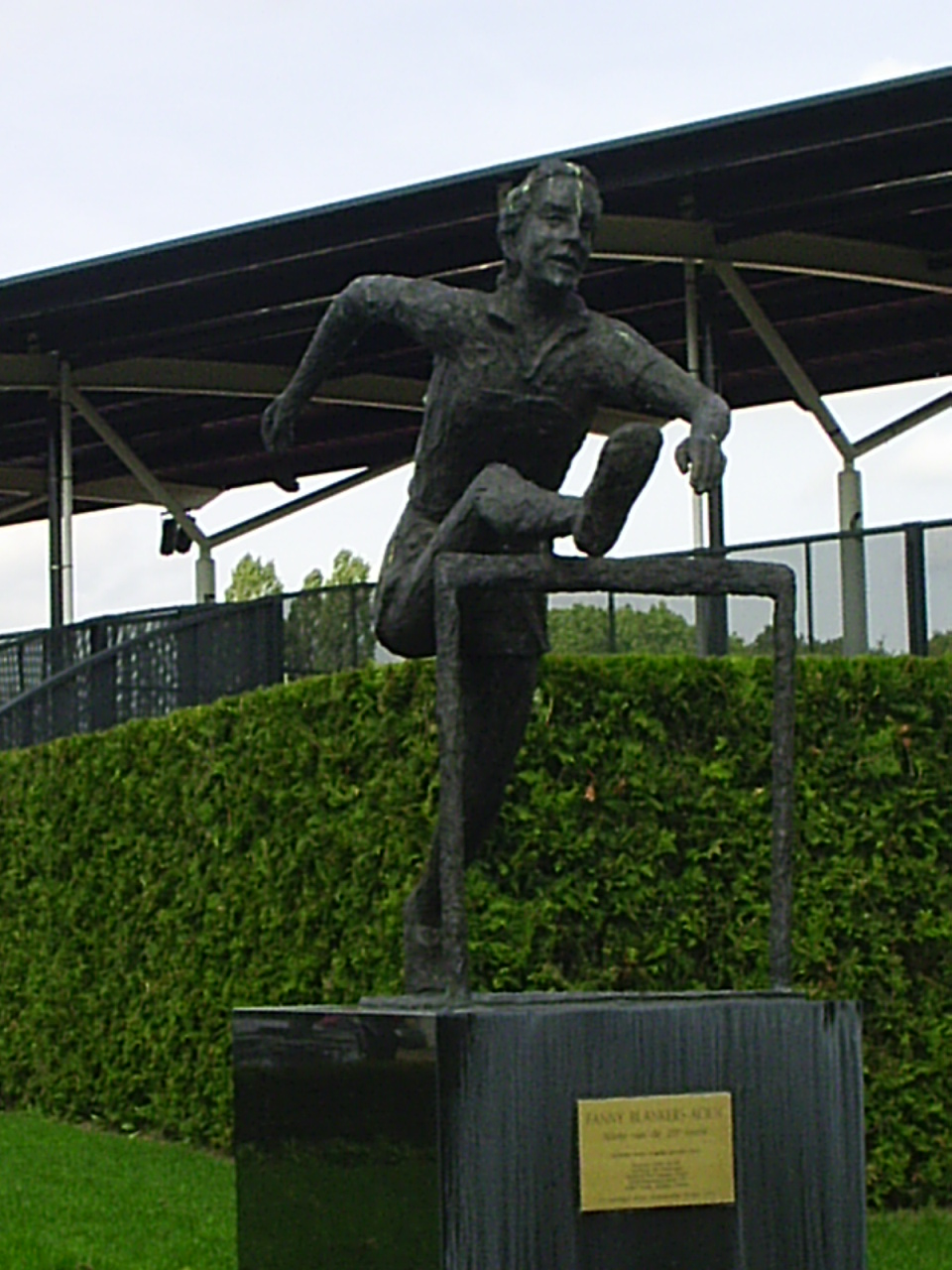
Statue von Blankers-Koen beim Stadion.

Das Stadion wurde 2004–2007 renoviert und bietet 15.200 Zuschauern Platz. Es wird derzeit meist für Leichtathletikveranstaltungen genutzt, besonders für die jährlichen Fanny-Blankers-Koen-Spiele.
Nach einer Vereinbarung des Kollegiums von Bürgermeister und Beigeordneten der Gemeinde Hengelo mit dem FC Twente Enschede aus dem Jahr 2013 soll die Anlage in das Eigentum der Voetbalacademie FC Twente übergehen und zu einem Fußballstadion umgebaut werden. Mit der Veräußerung beabsichtigt die Gemeinde 281.000 € einzusparen. Derzeit trainiert die Fußballakademie bereits auf den Nebenplätzen des Fanny-Blankers-Koen-Stadions.